# لسعد نویوی
لسعد نویوی (عربی: لسعد النويوي؛ زادهٔ ۸ مارس ۱۹۸۶) بازیکن فوتبال اهل تونس است.
از باشگاه‌هایی که در آن بازی کرده‌است می‌توان به باشگاه فوتبال دپورتیوو لاکرونیا، باشگاه فوتبال سلتیک، باشگاه فوتبال آژاکسیو، باشگاه فوتبال دپورتیوو لاکرونیا، باشگاه فوتبال اروکا، باشگاه فوتبال توکیو، باشگاه فوتبال آفریقایی اشاره کرد.